# Otto Dippelhofer
Otto Dippelhofer (* 3. März 1909 in Augsburg; † 24. August 1989 in München) war ein deutscher Offizier der Wehrmacht und Brigadegeneral im Bundesgrenzschutz.

## Leben
Dippelhofer wurde 1909 als Sohn eines Lokomotivführers in Augsburg geboren, machte das Abitur in seiner Geburtsstadt, studierte Rechtswissenschaften in München und Würzburg, es folgten juristische Staatsprüfungen 1932 und 1935, Promotion 1933 zum Dr. jur. utr., wonach er Assessor wurde. Zum 1. Mai 1933 trat er der NSDAP bei (Mitgliedsnummer 2.243.882).
1936 wurde er zur Wehrmacht eingezogen, im Zweiten Weltkrieg wurde er SS-Sturmbannführer (SS-Nummer 77.517); Major der Gendarmerie, 1942/43 Reichsministerium des Innern, Leiter der Untergruppe 1 im Hauptamt Ordnungspolizei (SS- und Polizeigerichtsbarkeit).
Bei Kriegsende war Dippelhofer Oberstleutnant i. G., geriet in Kriegsgefangenschaft und war anschließend für kurze Zeit als Assessor in Lindau tätig.
1951 war er bei Gründung, Aufbau und Ausbau des Bundesgrenzschutzes aktiv, 1959 bis 1969 als Brigadegeneral Kommandeur des Grenzschutzkommandos Süd.

## Mitgliedschaften
- Deutscher Orden, Stellvertr. Deutschherrenmeister und Komtur
- Vorstandsmitglied der Bayerischen Wirtschaftshilfe
- katholische Studentenverbindung KDStV Tuiskonia München im CV, 1968 bis 1986 Philistersenior

## Auszeichnungen, Orden und Ehrenzeichen
- 1969: Großes Verdienstkreuz des Verdienstordens der Bundesrepublik Deutschland
- 1969: Bayerischer Verdienstorden
- Großkreuz des päpstlichen Gregoriusordens
- Verdienstkreuz des Deutschen Ordens
- Verdienstkreuz des Deutschen Roten Kreuzes